# شهرستان یلو مدیسن (مینه‌سوتا)
شهرستان یلو مدیسن، مینه‌سوتا (به انگلیسی: Yellow Medicine County, Minnesota) شهرستانی در ایالات متحده آمریکا است که در مینه‌سوتا واقع شده‌است.